# Metti la nonna in freezer
Metti la nonna in freezer (literalmente 'Mete la abuela en el congelador') es una película del 2018 de Giancarlo Fontana y Giuseppe G. Stasi, protagonizada por Fabio De Luigi y Miriam Leone.

## Sinopsis
Claudia es una joven restauradora que lleva mucho tiempo en una crisis laboral y que para salir adelante se ve obligada a depender únicamente de las finanzas de su anciana abuela Birgit. Tras la repentina muerte de esta, para evitar la bancarrota, Claudia, junto con sus amigas y colegas Rossana y Margie, llega a la drástica decisión de esconder y conservar el cuerpo de su abuela en el congelador, planeando una estafa para seguir cobrando su pensión.
La situación degenera cuando en la vida de Claudia aparece Simone, un financiero torpe pero incorruptible, que después de una decepción de amor se ha metido de lleno en el trabajo, convirtiéndose por su diligencia en la pesadilla de sus colegas; por esta razón y también para distraerlo de los asuntos laborales, ellos le presentan el caso de Claudia, en apariencia una comprobación rutinaria normal. El hecho es que Simone se enamora a primera vista, comenzando a cortejar a la chica sin sospechar nada de la estafa; por el contrario, Claudia teme que el hombre la esté investigando, llevándola por eso a idear, junto con sus amigas, mil trucos para mantener oculta la verdad sobre su abuela.
Entonces llega Augusto a complicar las cosas: el anciano ha entablado una relación extramatrimonial con Birgit y ha venido a comunicarle (en realidad a Claudia disfrazada) que finalmente se ha quedado viudo, pero Claudia lo aleja. Unos minutos más tarde llega Simone: ha deducido que Claudia ha sufrido por la ausencia emocional de su madre y quiere hablar de eso con su abuela (que cree que está viva), y así se desahoga con Claudia, todavía maquillada de su encuentro con Augusto; las palabras pronunciadas por Simone por fin hacen que Claudia se encariñe, los dos se juntan y al cabo de unos meses ella se queda embarazada.
Mientras tanto, el equipo de Simone está a punto de detener a un conocido fugitivo, Giorgio Lavecchia, pero la rivalidad con el equipo de Rambaudo, le hace escapar. Comienza una cacería que involucra también las tres protagonistas, que están transportando el cuerpo de la abuela, sentada en una silla de ruedas, a la casa de Rossana. Sin embargo, se cae de la furgoneta, pasa delante de los ojos de Augusto, que ha estado esperando durante días para hablar con Birgit, y acaba en un bosque. Simone entonces explica a las tres mujeres que siempre ha sabido del cadáver; Claudia, Margie y Rossana corren el riesgo de ser detenidas, pero Simone no sabe si hacer la vista gorda, por el interesante estado de su pareja: al final se da por vencido, logra encontrar el cuerpo y traerlo a la casa.
La historia termina con el funeral de Augusto, que murió de un corazón roto por haber visto su amada Birgit muerta, y la indecisión del grupo en cuanto a si descongelar a la abuela y darle el entierro apropiado o mantenerla congelada, cobrando su pensión para pagar tanto la compañía de Claudia como los gastos del niño entrante.

## Producción
La película fue rodada en el verano de 2017 en Roma.

## Distribución
La película se estrenó en los cines el 15 de marzo de 2018.

## Acogida
La película se estrenó en las salas italianas con una recaudación de alrededor de 1,3 millones de euros el primer fin de semana del programa; en total, alcanzó los 3,3 millones de euros en ingresos.

## Reconocimientos
- 2018 - Cinta de plata[5]
  - Nominación a mejor película comedia a Giancarlo Fontana y Giuseppe G. Stasi
  - Nominación a mejor actriz en una comedia a Miriam León
  - Nominación a mejor actriz en una comedia a Barbara Bouchet